# Monanthes sventenii
Monanthes sventenii är en fetbladsväxtart som beskrevs av David Bramwell och Rowley. Monanthes sventenii ingår i släktet Monanthes och familjen fetbladsväxter. Utöver nominatformen finns också underarten M. s. burchardii.